# Ghiacciaio Bondeson
Il ghiacciaio Bondeson è un ghiacciaio lungo circa 11 km situato nella regione sud-occidentale della Dipendenza di Ross, nell'Antartide orientale. Il ghiacciaio, il cui punto più alto si trova a circa 800 m s.l.m., si trova nei monti della Regina Elisabetta, sulla costa di Shackleton, e fluisce verso nord scorrendo tra la cresta Benson, a ovest, e la dorsale Holland, a est, fino a unire il proprio flusso a quello del ghiacciaio Robb.

## Storia
Il ghiacciaio Bondeson è stato mappato da membri dello United States Geological Survey (USGS), grazie a ricognizioni tellurometriche effettuate dallo stesso USGS nel 1961-62 e a fotografie scattate durante ricognizioni aeree effettuate dalla marina militare statunitense nel 1960. In seguito esso è stato così battezzato dal comitato consultivo dei nomi antartici in onore di W. Bondeson, capitano della USNS Private John R. Towle durante l'Operazione Deep Freeze del 1964-1965.